# 양현 (성우)
앙현(1976년 5월 16일 ~ )은 대한민국의 성우이다. KBS 31기로 2005년에 입사했다. 전속 시절 당시 섹스 스캔들 사건을 퍼트려서 KBS 성우극회에서 제명당했다. 2006년경 베테랑 성우 3명과 각각 성관계를 맺고 이 사실을 외부로 퍼트린 것이다. 심지어 당시 이혼 상태였던 김일과 성완경은 양현과 재혼해서 새출발까지 생각했다고 한다.